# Кассельбург (замок, Рейнланд-Пфальц)
Кассельбург (нем. Kasselburg) — руины средневекового замка в коммуне Пельм, недалеко от города Герольштайн, в районе Вулканайфель, в земле Рейнланд-Пфальц, Германия. Крепость находится на высокой базальтовой скале высотой 490 метров. По своему типу является замком на вершине. Признан Памятником архитектуры местного значения.

## История

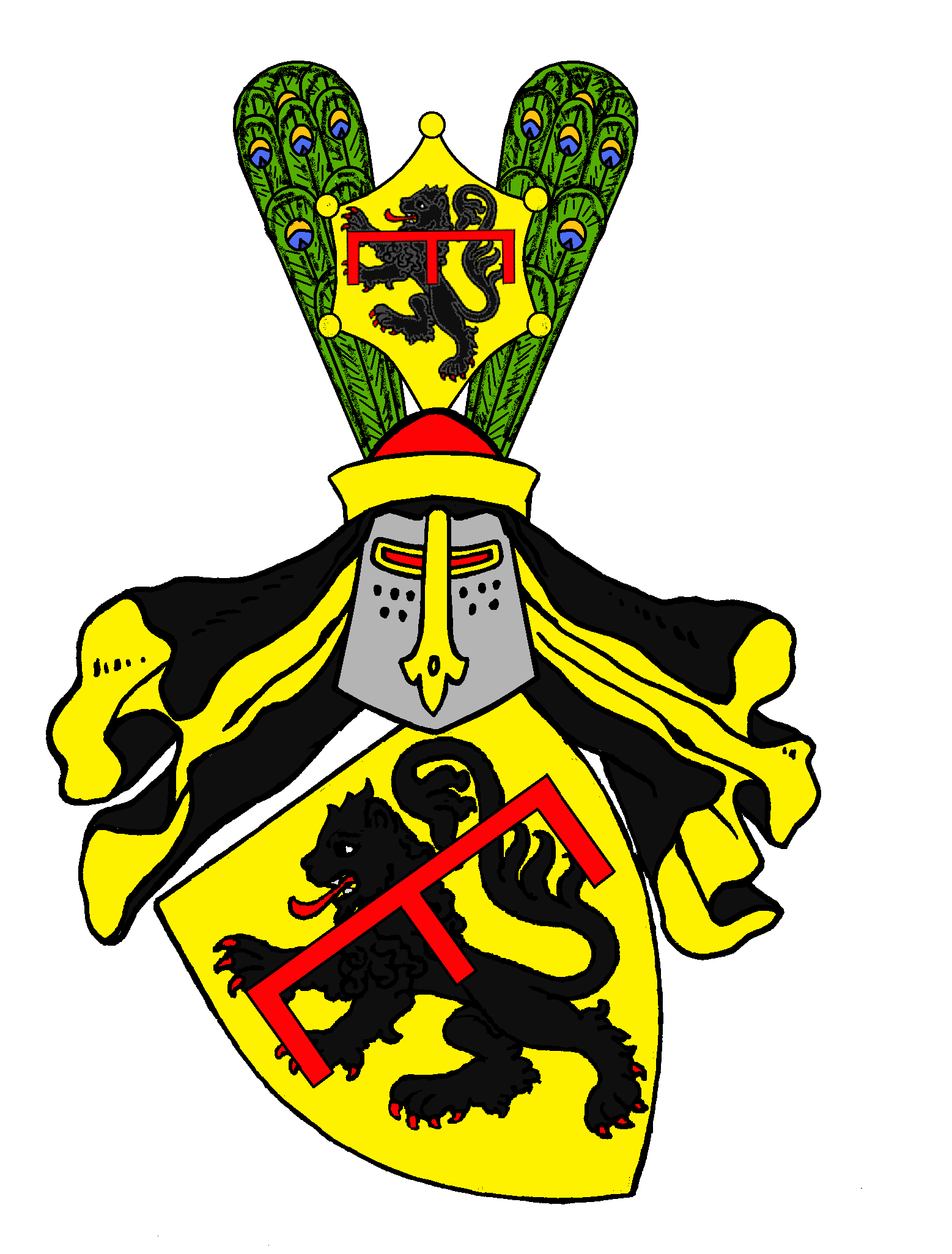
Герб графского рода фон Бланкенхайм

### Ранний период
Замок был возведён построен в XII веке. Вероятно, инициаторами строительства стали лорды Кастеля. Но надёжного подтверждения этой информации не имеется. Впервые замок упоминается в документах в 1291 году как Кастильбург (Castilburg). Правда в бумагах 1314 года он именуется уже несколько иначе — Кастельберх (Castelberch).
Споры о том, кто был владельцем комплекса до 1335 года, продолжаются до сих пор. Однако несомненно то, что в том же году Герхард фон Бланкенхайм, сын хозяина замка Бланкенхайм стал собственником крепости в ходе раздела наследства. Таким образом, он стал основателем линии фон Бланкенхайм-Кассельбург. Через некоторое время представители этого рода обрели титул имперских графов. Однако в 1406 году со смертью графа Герхарда VII линия пресеклась. В итоге комплекс перешёл через брак дочери Герхарда VII к Вильгельму I фон Лоен цу Хайнсбергу, наследнику княжества Хайнсберг.

### Эпоха Ренессанса
В течение двух столетий Кассельбург не раз менял собственников. Из самых известных владельцев были семьи графов фон Марк, герцоги Аренбергские и курфюрсты Трира. Замок неоднократно становился объектом споров и судебных тяжб. К середине XVII века ситуация с претендентами на внушительную  резиденцию совершенно запуталась. Судебные разбирательства зашли в тупик. В результате в 1674 году Имперский камеральный суд в Вецларе обратился с призывом ко всем сторонам имущественного спора положить конец разбирательствам и найти компромисс. Тем не менее, судьям пришлось всё-таки выносить решение. Замок был признан собственностью герцогов Аренбергских. Вскоре здания Кассельбурга стали служить казармами для артиллерийских подразделений герцогства. Изменение статуса замка с дворянской резиденции на место, где расквартированы солдаты, серьёзно отразилось на состоянии комплекса. Постепенно Кассельбург стал приходить в упадок. 
В начале XVIII века замок был временно стал местом, где разместилась штаб-квартира главного лесничего Аренберга. Однако уже в 1744 году Кассельбург оказался фактически заброшен. Окрестные жители стали использовать здания просто как склады.
В ходе революционных войн, которые начались после Великой Французской революции, Кассельбург был оккупирован французами. А в 1794 году Париж и вовсе конфисковала замок, как и большинство других резиденций региона. После этого крепость превратилась в склад стройматериалов, откуда местные жители брали каменные блоки и балки перекрытий для возведения своих хозяйственных и жилых построек.

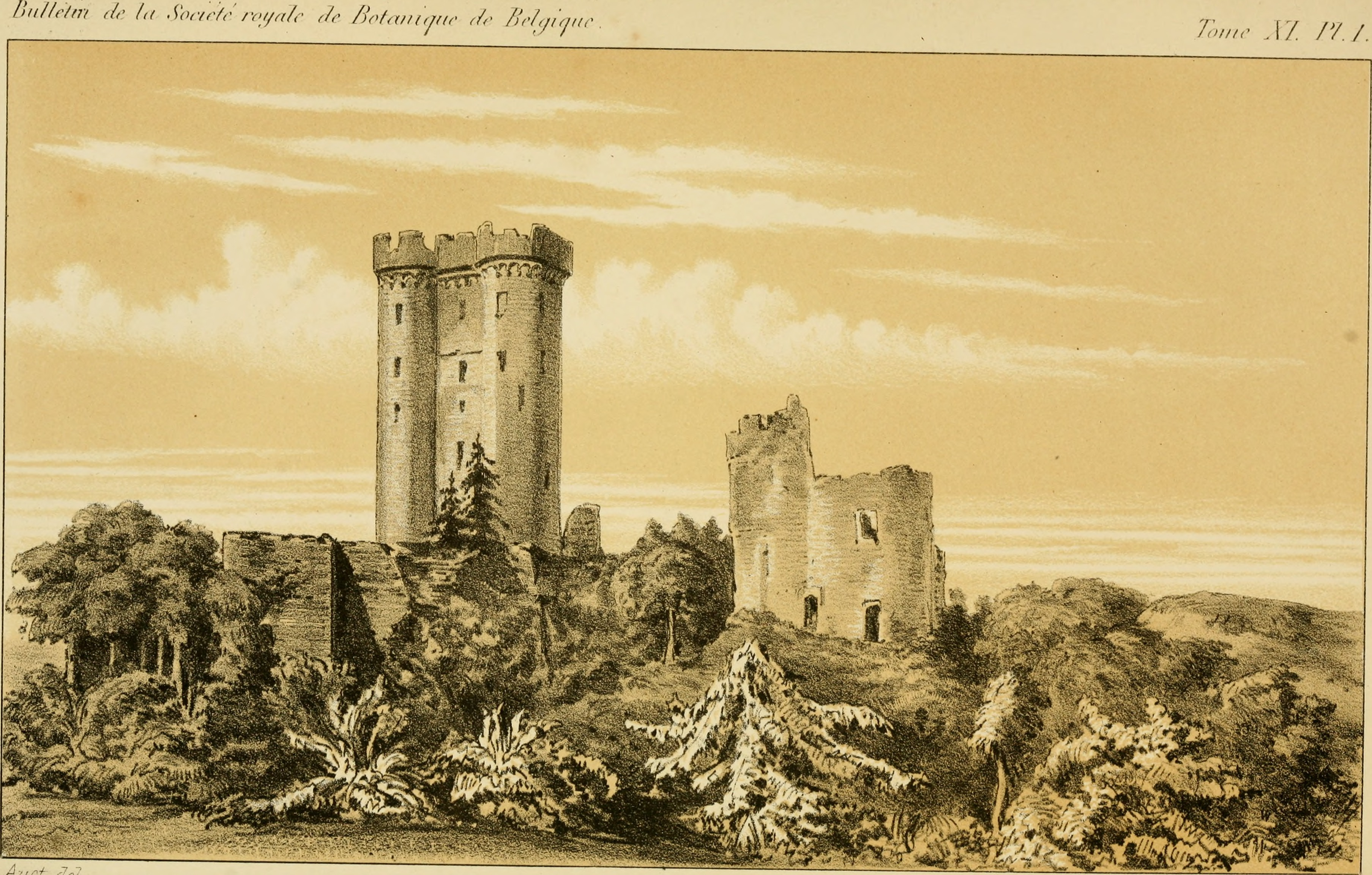
Руины замка на рисунке 1872 года

### XIX век
в 1815 году после завершения Наполеоновских войн и Венского конгресса замок Кассельбург перешёл во владение королевства Пруссии. Но ещё более двух десятков лет комплекс продолжал лежать в руинах.
Импульсом к возрождению прежнего величия замкового комплекса стал визит в Кассельбург в 1838 году короля Пруссии Фридриха Вильгельма IV. Монарх осмотрел руины и предложил провести ремонтные работы. Правда, восстановление началось далеко не сразу. Но после завершения строительства железнодорожной линии Кёльн-Трир компания-подрядчик пожертвовала 1000 талеров на ремонт знаменитой двойной башни. Для этого имелся необычный резон: пассажирам поездов в пути было бы приятнее смотреть на отремонтированную живописную башню, чем на её руины.

### XX век

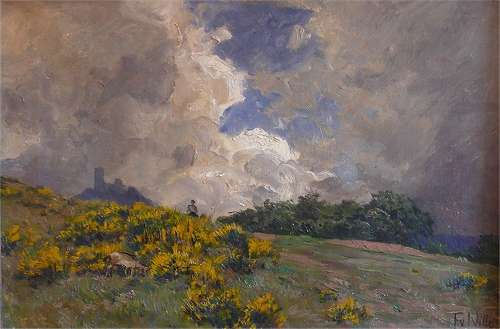
Силуэт замка на картине Фритца фон Вилле 1916 года

В начале XX века управление Государственной охраны памятников Германской империи выделило средства на дальнейшие реставрационные работы. Но полноценного восстановления Кассельбурга так и не произошло. После начала Первой мировой войены все работы были свёрнуты.
После окончания Второй мировой войны собственником замка стала Государственная администрация дворцов земли Рейнланд-Пфальц. Это произошло в 1946 году и тут же начались работы по консервации руин, чтобы предотвратить их дальнейшее разрушение. Однако масштабный ремонт требовал таких серьёзных средств, что его отложили до лучших времён.
В настоящее время комплекс находится в ведении Управления замков, дворцов и древностей Генерального управления культурного наследия земли Рейнланд-Пфальц.

## Описание замка

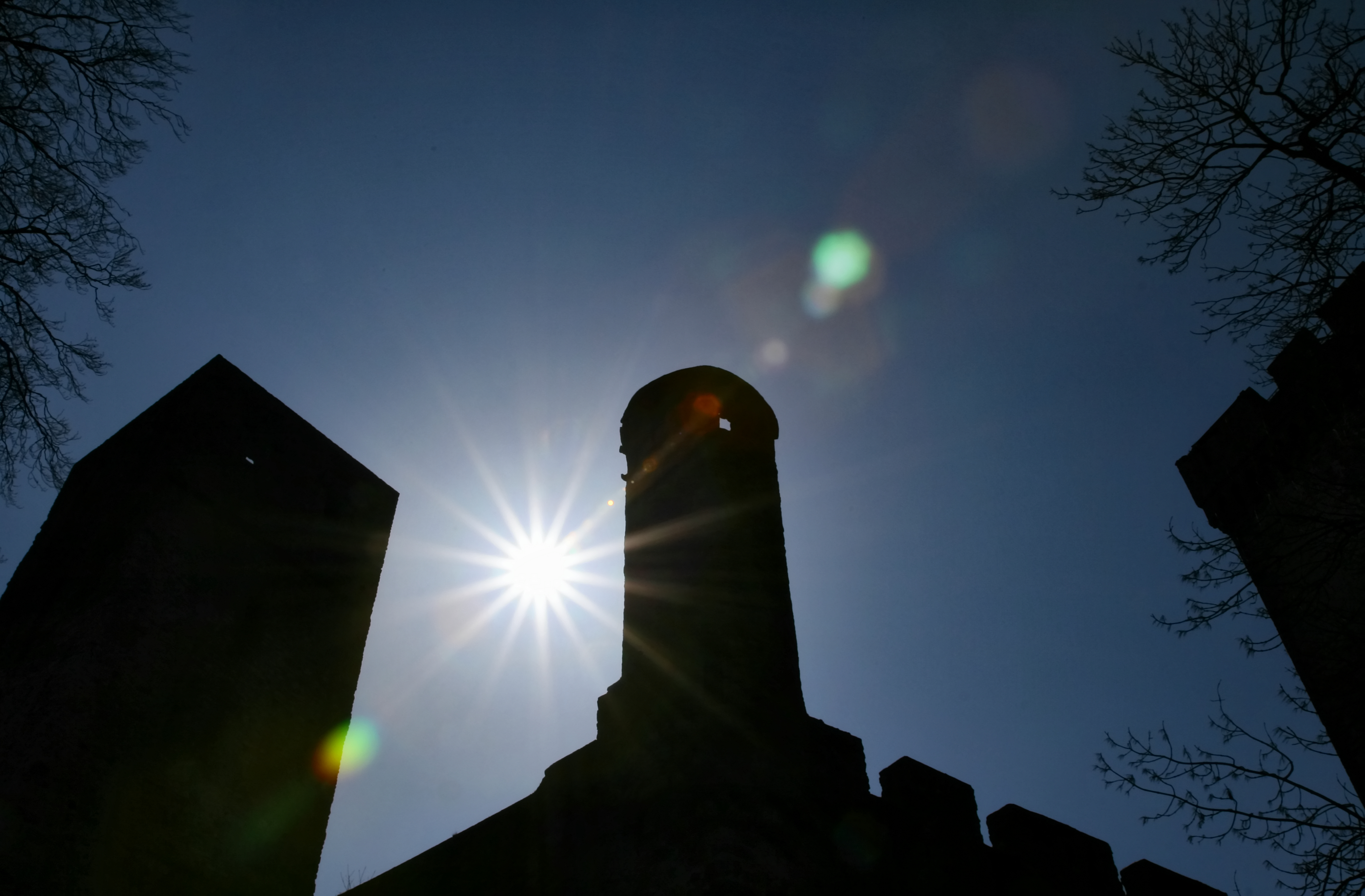
силуэт замка в сумерках

Кассельбург является важной достопримечательностью региона. Правда, отреставрированы только два сооружения комплекса: главные ворота высотой 37 метров и двойная башня (бергфрид). Её происхождение остаётся невыясненным. Во всяком случайные сдвоенные жилые башни встречаются крайне редко (в частности, можно упомянуть замок Эренбург). Ранее предполагалось, что её возвели представители рода фон Бланкенхайм после 1335 года. Но тщательные архитектурные исследования показали, что башня строилась в несколько этапов и поэтому назвать точное время её возведения не представляется возможным. Ворота, вероятно, утратили свою фортификационную функцию после расширением замка, случившегося около 1452 года. К тому времени относится создание обширного форбурга с большим количеством жилых и хозяйственных построек.
Замок обнесён кольцевой стеной с защитными прямоугольными башнями. Интересно, что двойная башня быстро утратила роль цитадели и использовалась как комфортабельная резиденция владельцев замка. 
Также важной частью замка является дворцовый корпус длиной почти 33 метра, построенный ещё в XIV веке. Но это сооружение так и не было восстановлено.

## Современное использование
Замок открыт для посещения. Бывший бергфрид превращён в Смотровую башню. С верхней площадки открываются живописные виды на окрестности.

## Замковый парк
Замок окружен парком, который получил название Парк орлов и волков района Вулканайфель. Эта территория также является неотъемлемой частью Кассельбурга и находится под охраной государства. Своё необычное название парк получил потому, что ещё несколько веков назад по прихоти владельцев в Кассельбурге был устроен зверинец и помещения для содержания хищных птиц (соколиная охота была очень популярна среди знати). Причём некоторые клетки были для хищников были встроены прямо во внешние стены и здания комплекса. Зверинец до сих пор действует в парке. Правда, теперь вместо клеток устроены просторные вольеры, где хищные звери могут чувствовать себя почти как в дикой природе. Периодически в замке проводится шоу с участием хищных птиц.

## Галерея

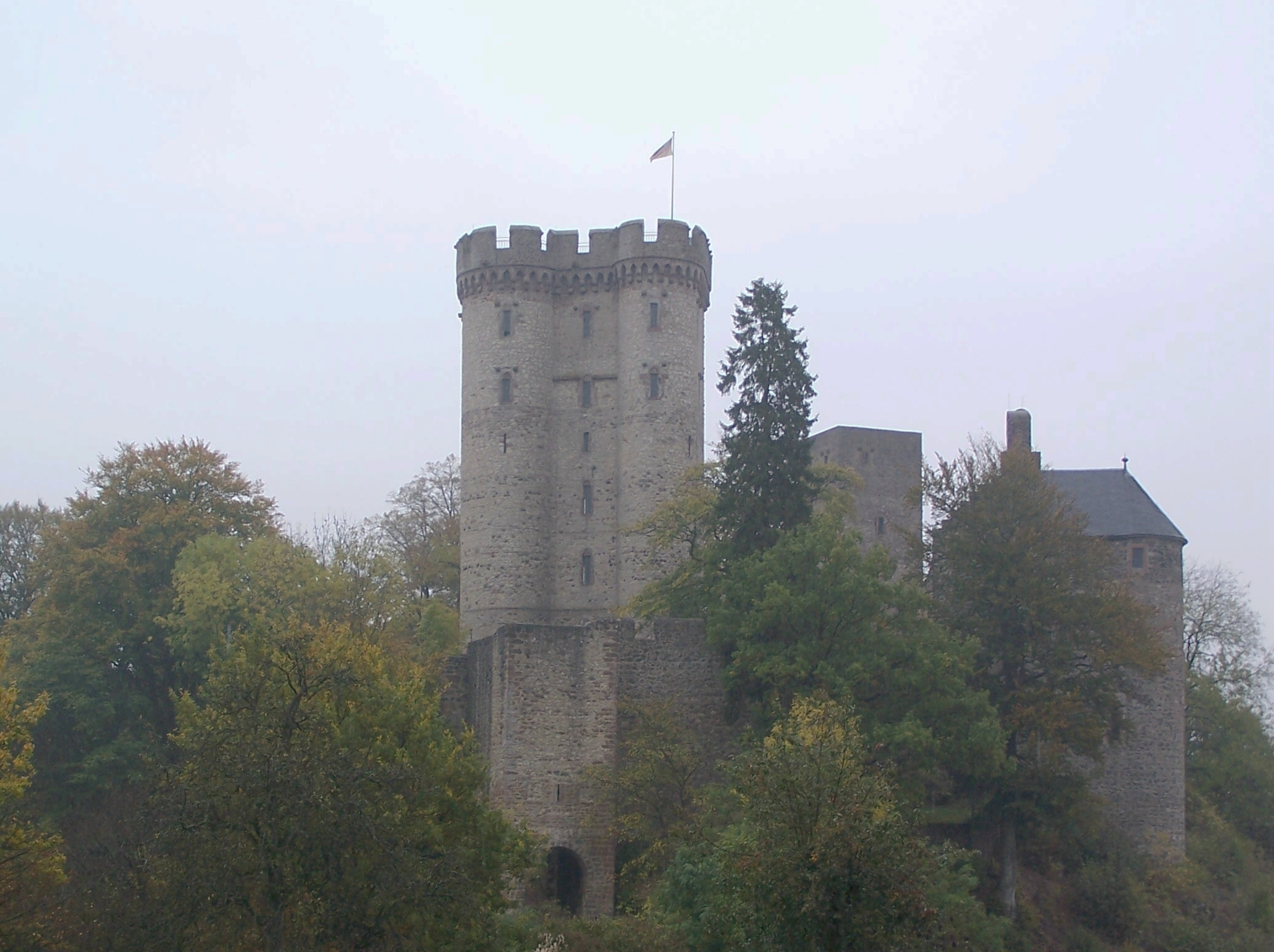
Вид сдвоенной башни
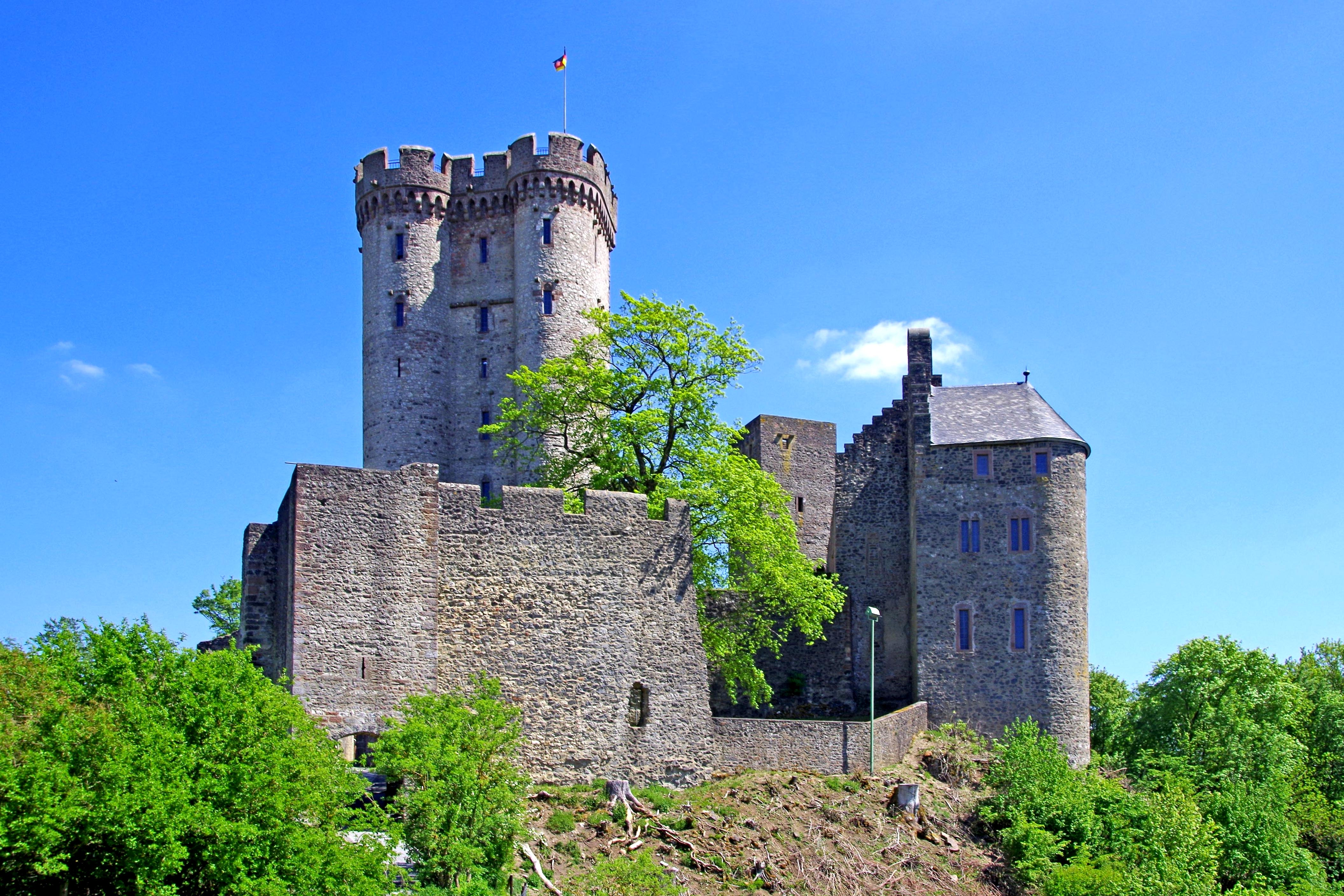
Общий вид замкового комплекса
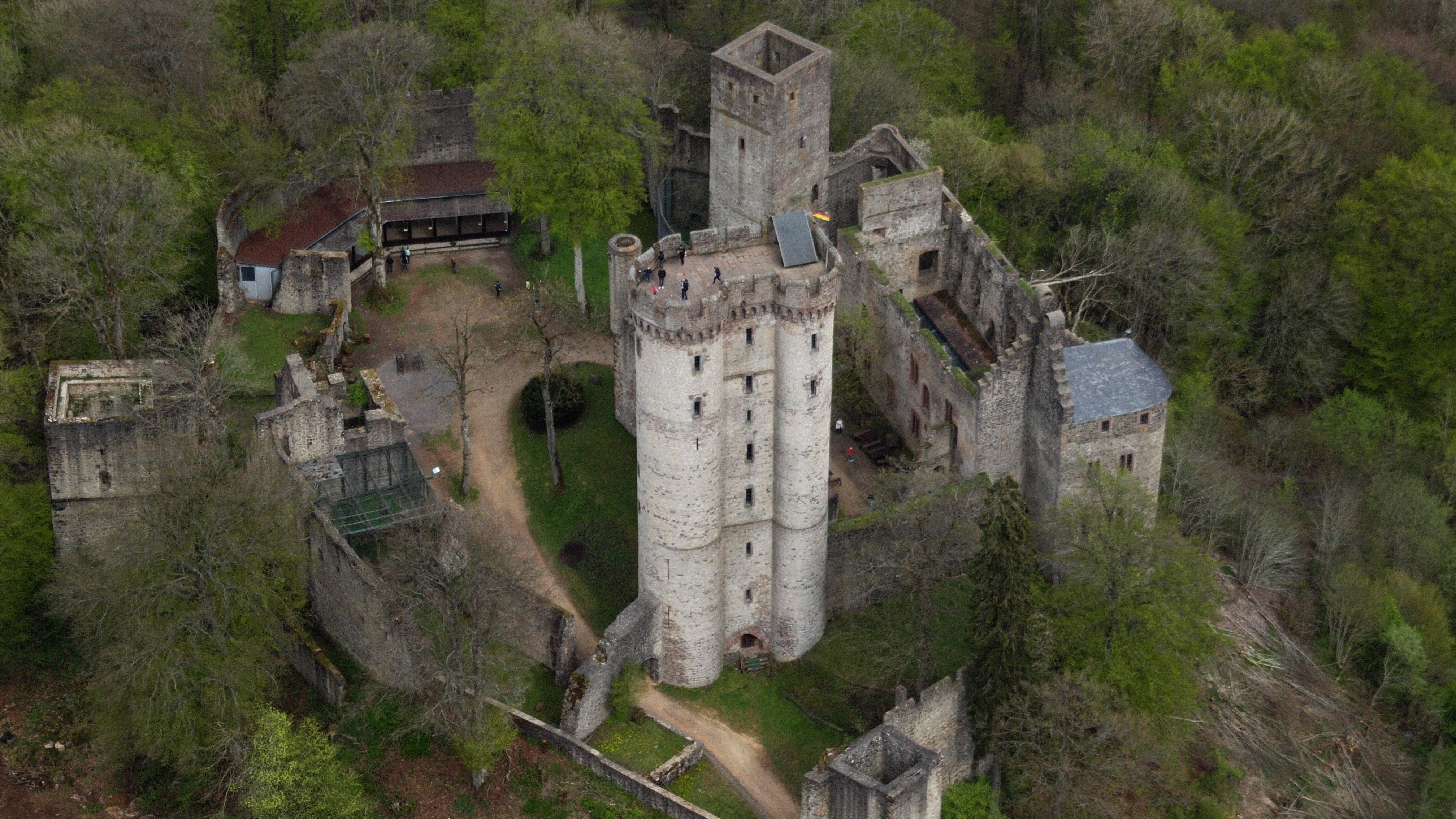
Вид замка с юго-западной стороны
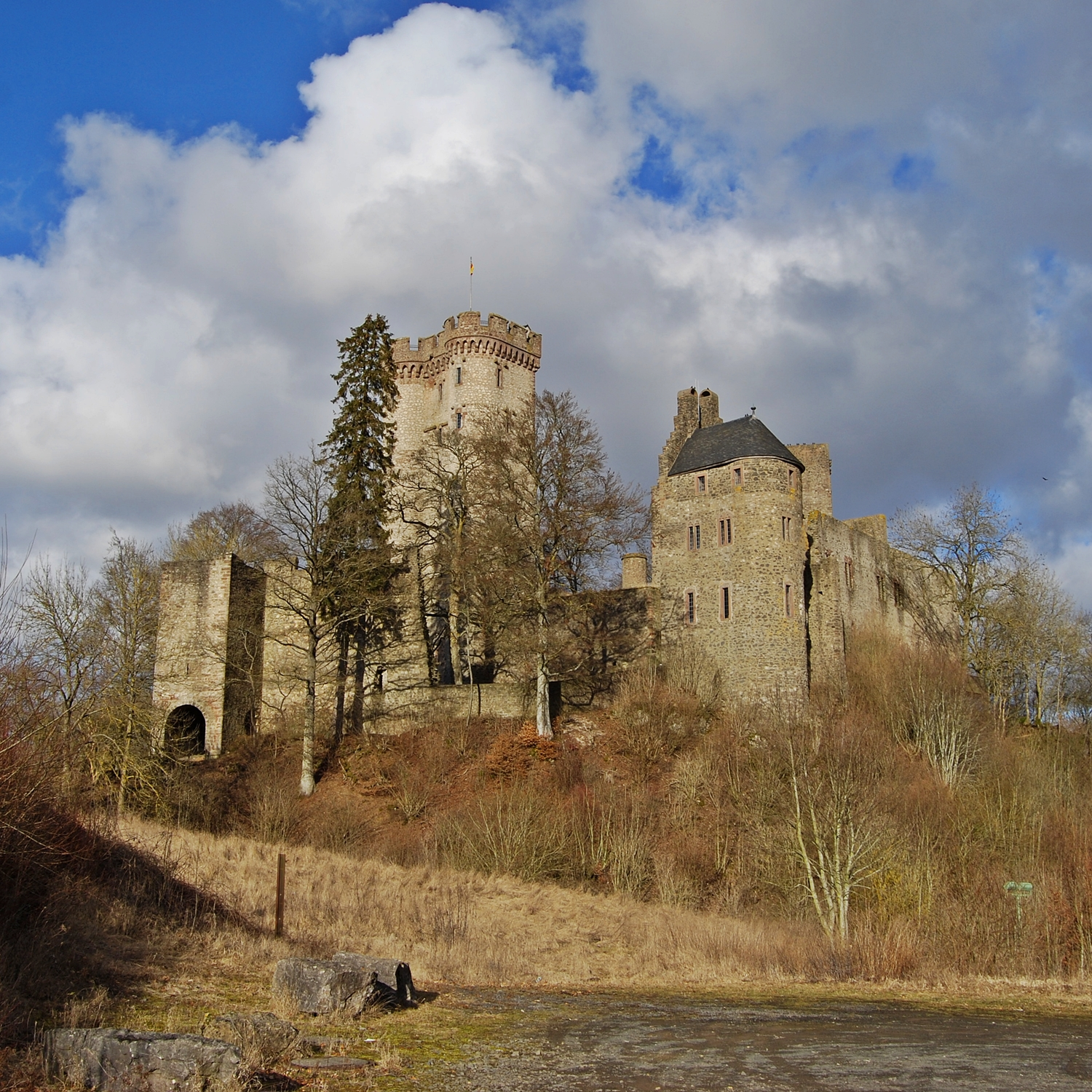
Вида замка с восточной стороны
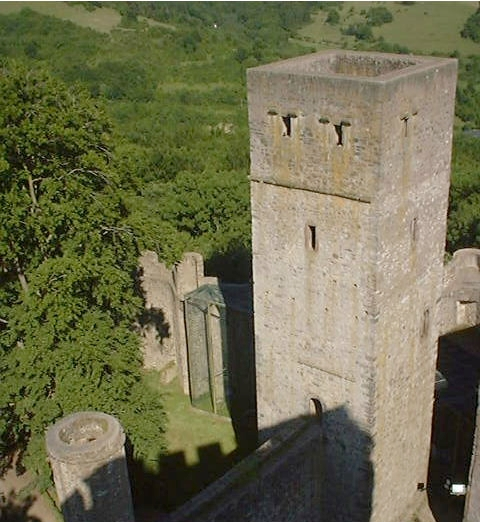
Башня в юго-восточной части комплекса